# Rubercy
Rubercy är en kommun i departementet Calvados i regionen Normandie i norra Frankrike. Kommunen ligger i kantonen Trévières som ligger i arrondissementet Bayeux. År 2022 hade Rubercy 151 invånare.

## Befolkningsutveckling
Antalet invånare i kommunen Rubercy
Referens:INSEE